# Belosta viticolapennis
Belosta viticolapennis är en tvåvingeart som beskrevs av Kelsey 1969. Belosta viticolapennis ingår i släktet Belosta och familjen fönsterflugor.
Artens utbredningsområde är Arizona. Inga underarter finns listade i Catalogue of Life.